# Erik Berglöf (travkusk)
Roy Erik Berglöf, född 3 mars 1953, är en svensk travtränare och travkusk, med Färjestadstravet som hemmabana. Hans främsta merit är att han vunnit Elitloppet på Solvalla två år i rad (1994 och 1995) med hästen Copiad. Han har också spelat curling på elitnivå och ingick i svenska landslaget vid VM 1971.
2020 valdes Berglöf in i Travsportens Hall of Fame.
Erik Berglöf är son till curling- och bandyspelaren Roy Berglöf.